# NGC 7778
NGC 7778 is een elliptisch sterrenstelsel in het sterrenbeeld Vissen. Het hemelobject werd op 12 november 1784 ontdekt door de Duits-Britse astronoom William Herschel.

## Synoniemen
- UGC 12827
- MCG 1-60-43
- ZWG 407.69
- ARAK 586
- PGC 72756